# Lợn da trắng

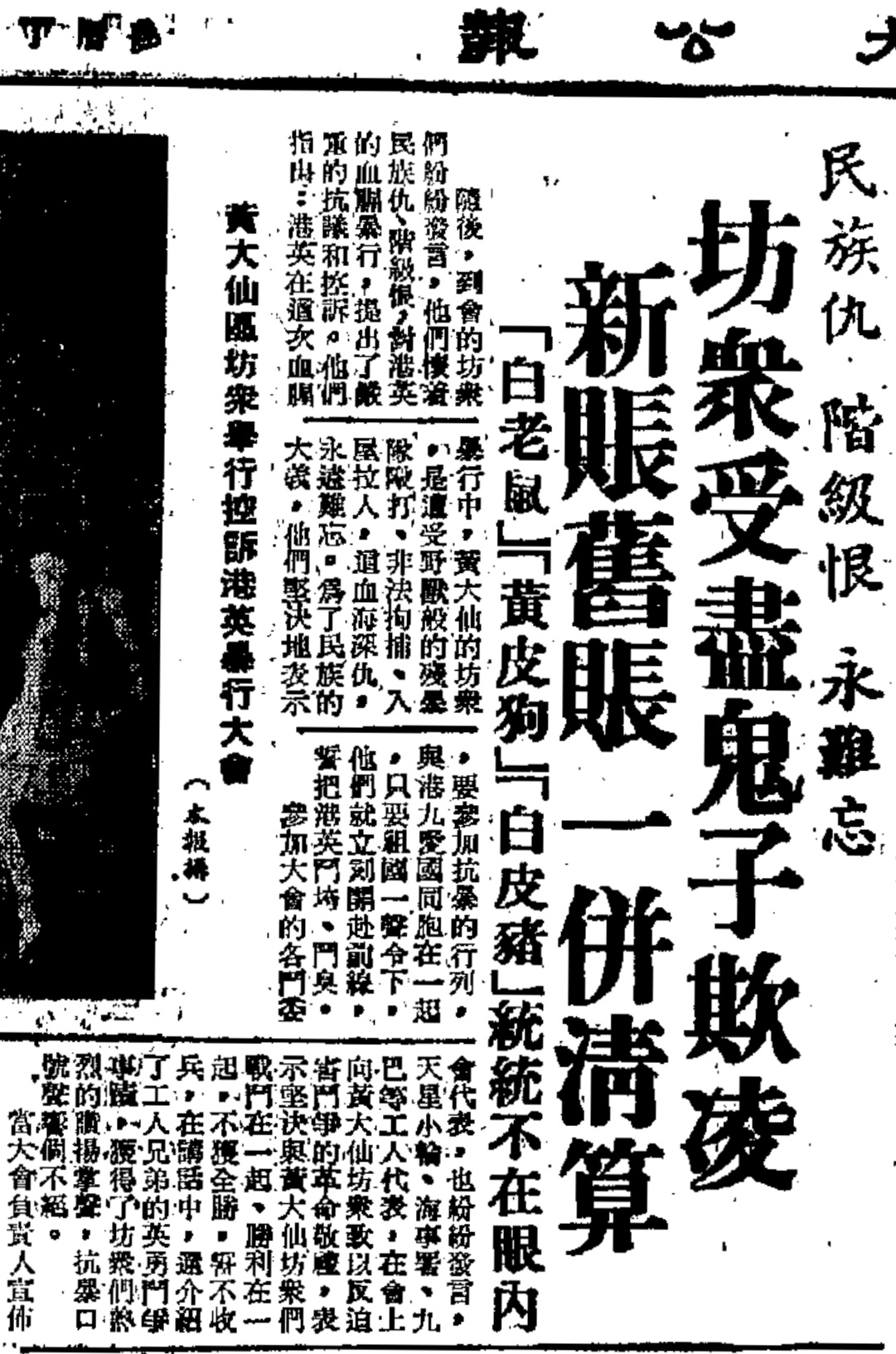
Tiêu đề bài báo trên tờ Đại Công báo xuất bản vào ngày 15 tháng 6 năm 1967 tường thuật về Cuộc bạo loạn năm 1967 đã gọi cảnh sát Hồng Kông là "lũ lợn da trắng" và "lũ chó da vàng".

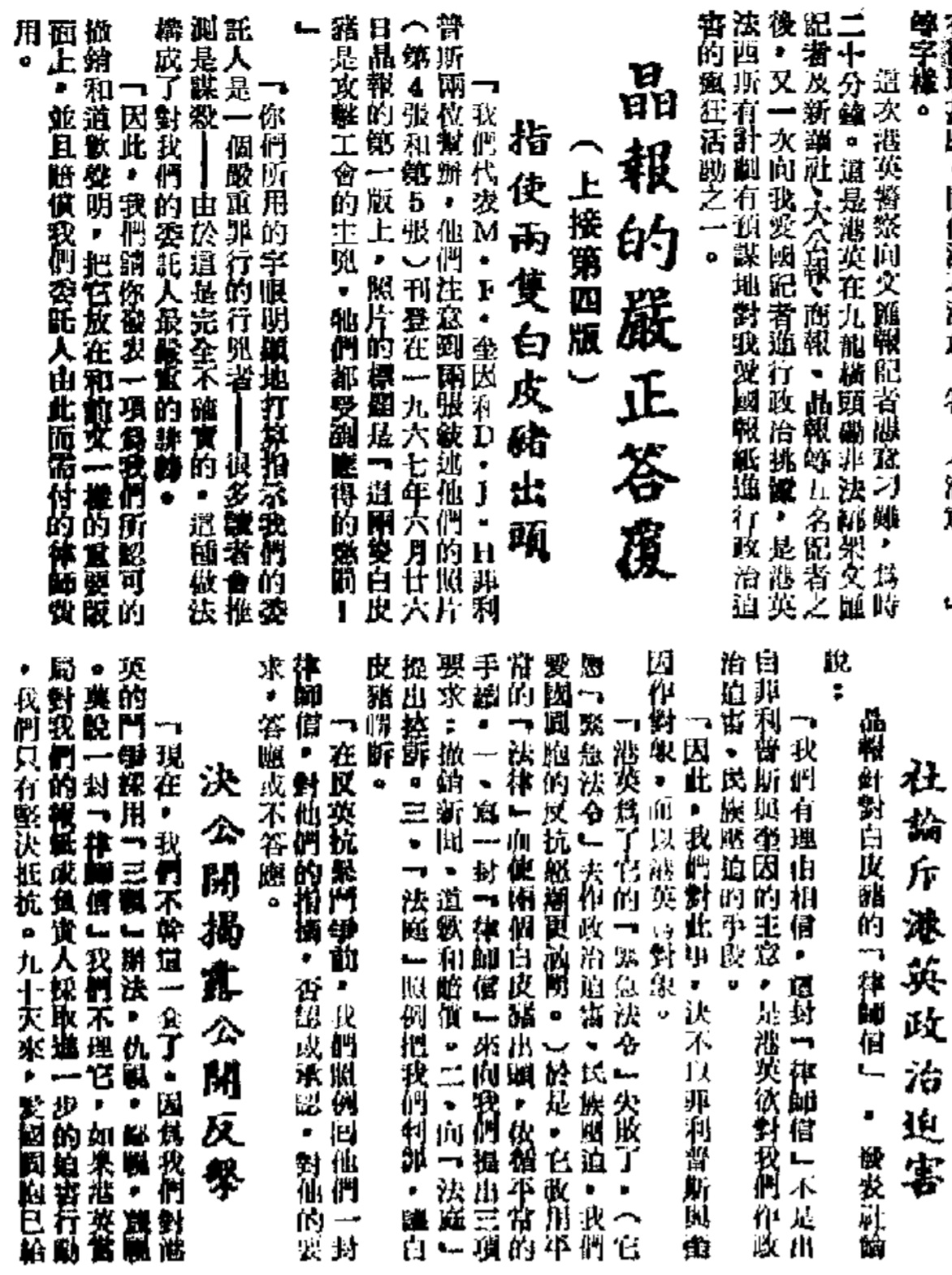
Tờ Đại Công báo cũng gọi những thanh tra cảnh sát Hồng Kông khi thực hiện các biện pháp chống bạo loạn trong cuộc bạo loạn năm 1967 là "lũ lợn trắng" trong tiêu đề và nội dung của bản tin, được công bố vào ngày 8 tháng 8 năm 1967.

Lợn da trắng hay Bạch bì trư (tiếng Trung: 白皮猪; tiếng Anh: White pig hay White skinned pig) là một cụm từ miệt thị mà một bộ phận người dân ở khu vực Đông Á dùng để gọi người da trắng, với hàm ý miêu tả người da trắng có tính cách cực kỳ ích kỷ và tham lam. Đây là một thuật ngữ mang tính xúc phạm, phân biệt chủng tộc, chủ yếu được sử dụng trong cộng đồng người Hoa và lan sang một số nước Đông Á để chỉ người da trắng. Tương tự là cụm từ "Chó da vàng" ("黃皮狗"/Hoàng bì cẩu) là một lời chửi rủa, một thuật ngữ phân biệt chủng tộc dùng để miệt thị những người châu Á (người da vàng) bị coi là tay sai cho ngoại quốc, phản bội lại dân tộc. Cụm từ này được sử dụng rộng rãi trên các phương tiện truyền thông cánh tả tại Hồng Kông trong Cuộc bạo động năm 1967 để chửi bới, lăng mạ và hạ nhục các cảnh sát người Hoa đang phục vụ trong lực lượng cảnh sát thuộc địa của Anh, họ bị coi là đám "chó da vàng" làm tay sai cho lũ "lợn da trắng". Trong văn hoá Trung Quốc trước đó cũng có những cụm từ chỉ người da trắng, phổ biến như Hồng mao (Ang mo), người Tây dương mắt xanh mũi lõ, Tây dương Quỷ tử, Quỷ lão (Gweilo) và Quỷ muội, Quỷ phụ, Bạch quỷ. 
Trong nhiều nền văn hóa, con lợn thường bị gán với những ý nghĩa tiêu cực như sự phàm ăn, bẩn thỉu, lười biếng và ngu ngốc, việc so sánh với con lợn là một lời lăng mạ nặng nề, nhằm mục đích tước đi nhân phẩm và danh dự của họ. Nguyên nhân bề mặt và phổ biến nhất dẫn đến sự gán ghép này chính là do làn da trắng. Sự tương đồng về màu da khi da của người da trắng, đặc biệt là khi bị cháy nắng, có thể ửng hồng, trông giống với màu da hồng trắng của những con lợn bạch. Đây là sự liên tưởng trực quan đầu tiên, đơn giản và trực tiếp nhất vì việc dùng hình ảnh con lợn để lăng mạ người châu Âu như người Hà Lan xuất phát từ nhiều yếu tố trong đó có yếu tố về màu da, khi làn da trắng hồng của người Hà Lan (và người Bắc Âu nói chung, cũng như người phương Tây da trắng) được cho là giống với màu da của những giống lợn bạch, nhất là sự liên hệ vẻ bề ngoài về màu sắc này xuất phát từ giống lợn Đại Bạch (Large White/Yorkshire) nổi bật với làn da trắng hồng toàn thân. Những kẻ có tư tưởng phân biệt chủng tộc đã lợi dụng đặc điểm hình ảnh này để tạo ra một sự so sánh với làn da trắng đặc trưng của người châu Âu với da lợn bạch như là một phép liên tưởng.

## Cội gốc
Sự tồn tại của tên gọi "lợn da trắng" ("白豬"/bạch trư /lợn trắng) trong tiếng Quảng Đông (và tiếng Hoa nói chung) cũng được sử dụng để miệt thị người da trắng, nó mang tính miệt thị chủng tộc chung chung hơn. Trong vài thập kỷ gần đây, cụm từ Bạch bì trư ("白皮猪"/bái pí zhū/lợn da trắng) đã trở thành một lời miệt thị chủng tộc rất phổ biến trên không gian mạng của Trung Quốc. Nó thường được các phần tử theo chủ nghĩa dân tộc cực đoan sử dụng để tấn công người phương Tây trong các cuộc tranh cãi về chính trị và địa chính trị. Ban đầu, "lợn da trắng" dùng để chỉ các giống lợn có da màu trắng, ví dụ như lợn Yorkshire, lợn Đại Bạch cao sản vốn dĩ chỉ là giống lợn thương phẩm, sản phẩm của ngành chăn nuôi châu Âu, sau đó được dùng để chỉ những kẻ xâm lược từ nước ngoài. Một giả thuyết cho rằng thuật ngữ này bắt nguồn từ Thượng Hải sau khi Liên quân tám nước (Bát quốc liên quân) xâm lược Trung Quốc. Vì bất mãn với phương Tây, người dân ở Thượng Hải bắt đầu gọi người nước ngoài là "lũ lợn trắng". Sau đó, nó được dùng để chỉ những người phương Tây sống ở Thượng Hải nhưng có điều kiện sống tương đối kém.
Một giả thuyết khác cho rằng nó bắt nguồn từ cuộc bạo động năm 1967 ở Hong Kong, cụ thể vào năm 1967, các cuộc bạo loạn nổ ra ở Hồng Kông. Những kẻ bạo loạn được Ủy ban Đấu tranh chỉ đạo đốt phá các cơ sở công cộng. Trong cuộc bạo loạn, hệ thống giao thông công cộng ở Hồng Kông đã bị tấn công và xe điện và xe buýt đã bị đốt cháy. Trong thời gian đó, các phần tử cánh tả đã sử dụng các khẩu hiệu như "Lũ lợn da trắng, hãy cút về Anh" để mô tả các cảnh sát da trắng, và khẩu hiệu này cũng xuất hiện trong các bộ phim lấy bối cảnh thời gian đó. Để đáp trả hành động thực thi pháp luật của cảnh sát Hồng Kông đối với những người cánh tả cực đoan, phe cánh tả đã phát động một cuộc chiến tuyên truyền, dán những tấm áp phích có chữ lớn trên đường phố, gọi những người da trắng phục vụ cảnh sát Hồng Kông là "lũ lợn trắng" còn những viên chức cảnh sát người Hoa bản địa bị những kẻ côn đồ cánh tả khinh thường là "lũ chó vàng". Ủy ban Đấu tranh sau đó đã tiến hành một loạt vụ đánh bom gây thương vong cho nhiều cảnh sát và thường dân.  
Trong thời kỳ Anh cai trị Singapore và Malaysia, một số người Hoa cũng sử dụng "lũ lợn trắng" để chỉ các quan chức Anh hoặc người phương Tây nói chung. Mặc dù không chính xác, đôi khi thuật ngữ này cũng được một số người sử dụng để chỉ chung những người phương Tây hoặc người da trắng khác, đặc biệt là khi họ có những hành vi bị cho là ngạo mạn hoặc trịch thượng. Trong đó, thuật ngữ "lũ lợn trắng" đã được mở rộng để bao gồm tất cả các ông chủ và quản lý da trắng của các công ty châu Âu và Mỹ đầu tư hoặc hoạt động tại Hồng Kông, còn phe cánh tả cũng đã mở rộng thuật ngữ miệt thị "chó da vàng" để bao gồm tất cả công dân Trung Quốc Hồng Kông ủng hộ sự ổn định xã hội hoặc không ủng hộ các cuộc bạo loạn cánh tả. Ở Thượng Hải vào cuối thời nhà Thanh, các băng trộm dùng cụm từ "lợn trắng" để chỉ những người không có đồ vật có giá trị gì trên người, trần trụi, không có tài sản gì đáng giá.
Việc so sánh phụ nữ châu Âu với lợn bạch là một hành vi xúc phạm nhân phẩm, thể hiện sự miệt thị ngoại hình (Body shaming), phân biệt chủng tộc (racism) và hạ thấp giá trị. Tại Indonesia, con lợn bị xem là loài vật không trong sạch (loài vật ô uế/haram) nên việc gán ghép người Hà Lan với một con vật ô uế càng làm tăng thêm mức độ xúc phạm và ghê tởm. Cụm từ "Babi Belanda" (nghĩa đen là Lợn Hà Lan) là một lời lăng mạ có lịch sử lâu đời ở Indonesia để chỉ người Hà Lan phát xuất từ màu da và ngoại hình khi làn da trắng hồng của người Hà Lan được cho là giống với màu da của lợn, nó nhắm trực tiếp vào người Hà Lan do mối thù lịch sử, xuất phát từ sự căm ghét ách thống trị thực dân Hà Lan đã đô hộ Indonesia với chính sách cai trị và bóc lột tàn bạo do đó lời chử "Babi Belanda" là một cách người dân địa phương thể hiện sự khinh miệt và căm thù đối với kẻ xâm lược. Người Hà Lan bị coi là những kẻ tham lam, phàm ăn, chỉ biết vơ vét tài nguyên và của cải của thuộc địa. Những đặc tính này trùng khớp với các định kiến tiêu cực về con lợn, nên những hành vi này bị gán cho những đặc tính tiêu cực của con lợn, việc so sánh như vậy là  một cách để thể hiện sự khinh bỉ và khẳng định rằng những kẻ cai trị không hề cao quý hay vượt trội, việc so sánh người da trắng với lợn không chỉ đơn thuần đến từ màu da mà còn bắt nguồn sâu sắc từ sự căm tức trước áp bức thuộc địa.

## Các nơi

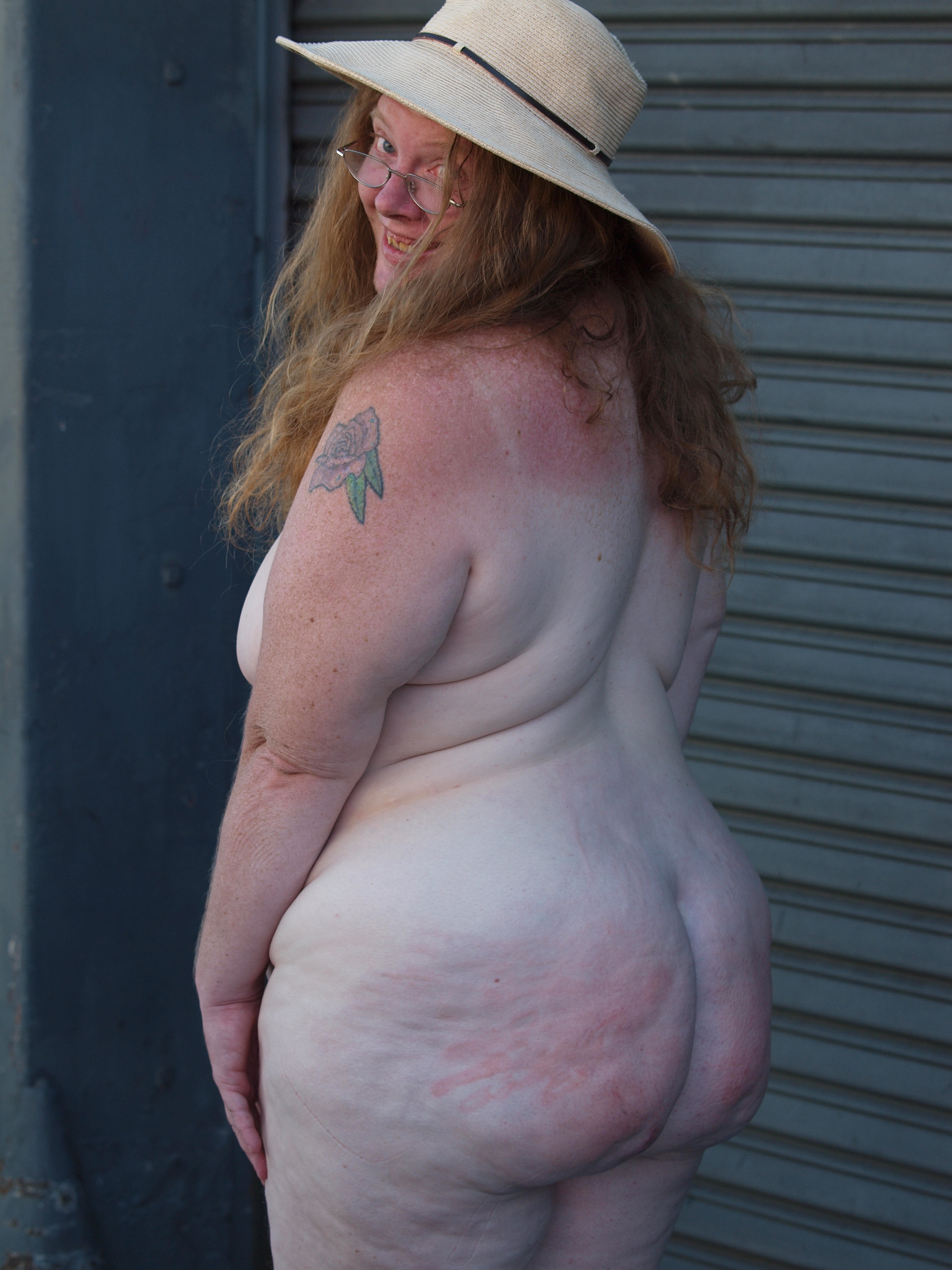
Ngoại hình của một phụ nữ da trắng béo phì

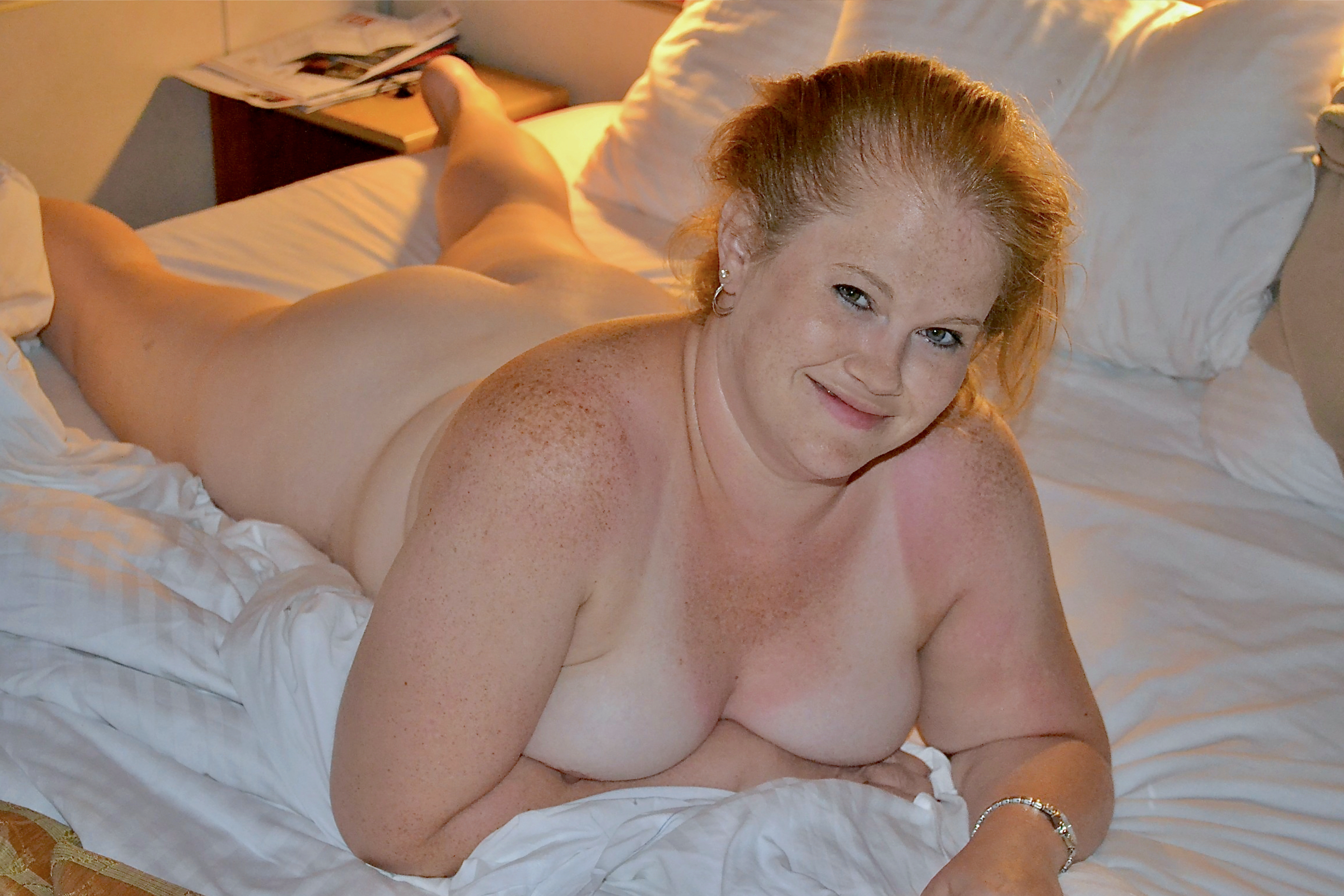
Một phụ nữ da trắng

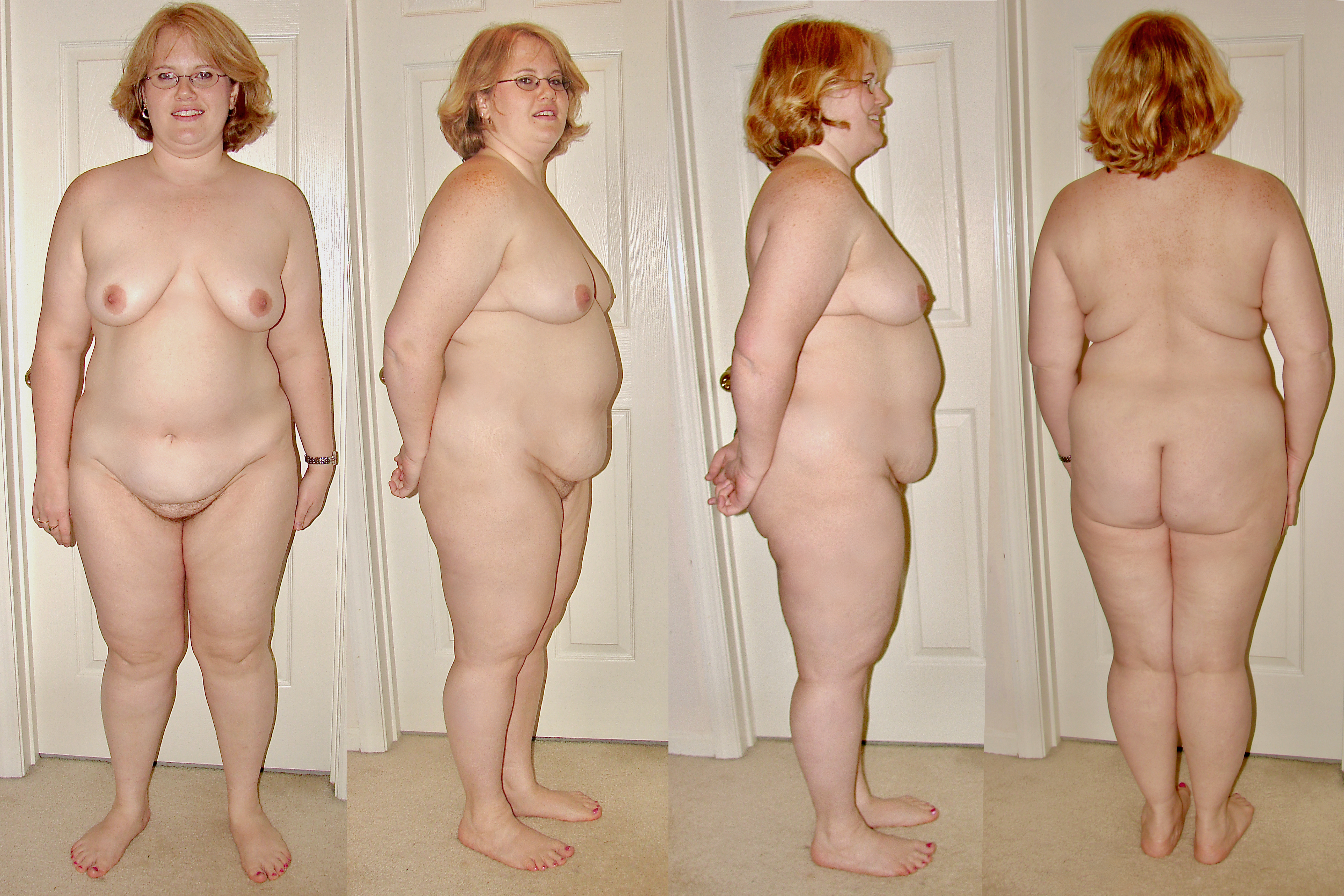
Dáng tổng quát của một phụ nữ da trắng thừa cân, béo phì

Trong những năm gần đây, với sự gia tăng của chủ nghĩa dân tộc trên mạng Internet ở Trung Quốc Đại lục, thì cụm từ miệt thị ngoại hình "lợn da trắng" để gọi người da trắng ngày càng được sử dụng thường xuyên hơn. Tại Hong Kong, so với từ Quỷ lão ("Gweilo") hay Bạch quỷ tử thì việc sử dụng từ "lợn trắng"/"lũ lợn da trắng" (bạch bì trư) sẽ không phổ biến bằng. Vào ngày 15 tháng 11 năm 2017, trong buổi phát sóng trực tiếp trận đấu vòng loại World Cup 2018 giữa Honduras và Úc trên kênh On TV của Hong Kong, bình luận viên đã dùng cụm từ "lũ lợn da trắng ngoại quốc" (洋白豬-Dương bạch trư) để mô tả cầu thủ Úc, gây ra tranh cãi. Một số cư dân mạng đã chỉ trích bình luận viên này thiếu chuyên nghiệp và có lời lẽ phân biệt chủng tộc. Tại Đài Loan, vào tháng 1 năm 2004, một họa sĩ truyện tranh biếm họa chính trị trên tờ "Apple Daily" của Đài Loan đã vẽ một bức tranh biếm họa có tên "Bức tranh lợn đen và lợn trắng" (黑豬白豬圖), trong đó ví các ứng cử viên tổng thống Trần Thủy Biển và Liên Chiến lần lượt như lợn đen và lợn trắng. Sự việc này đã gây ra sự bất mãn trong cộng đồng người bản địa, sau đó, họa sĩ này đã phải xin lỗi.